# 阿木提大毛拉
阿木提大毛拉（1901年—1991年），男，维吾尔族，新疆库车人，中国伊斯兰教学者，曾任中国伊斯兰教协会副会长，中国伊斯兰教经学院副院长，第六届全国政协委员。